# Robert Castel
Robert Castel, född 1 augusti 1933 i Saint-Pierre-Quilbignon, Brest, död 12 mars 2013 i Paris, var en fransk sociolog och filosof. Han var forskare vid École des hautes études en sciences sociales (EHESS) och intresserade sig särskilt för social exkludering.

## Biografi
Robert Castel föddes år 1933 i Saint-Pierre-Quilbignon, som sedan 1945 utgör en del av Brest. Han genomförde sin agrégation i filosofi 1959 och blev biträdande professor vid Université de Lille. I slutet av 1960-talet träffade Castel Pierre Bourdieu och inledde ett samarbete med denne i sociologi. Castels tidiga böcker hör till psykologi och psykiatri.
Castel grundade Le Groupe d'analyse du social et de la sociabilité, en grupp sociologer vid Centre national de la recherche scientifique (CNRS).